# Gaertnera stictophylla
Gaertnera stictophylla là một loài thực vật có hoa trong họ Thiến thảo. Loài này được (Hiern) E.M.A.Petit mô tả khoa học đầu tiên năm 1959.